# Манчестер Сіті
«Манче́стер Сі́ті» (англ. Manchester City Football Club) — англійський футбольний клуб з міста Манчестер. Клуб виступає в англійській Прем'єр-лізі. Після придбання клубу еміратськими інвесторами у 2008 році, він є одним з лідерів англійського футболу.
Головним тренером «Манчестер Сіті» є Пеп Гвардіола, призначений на цю посаду після закінчення сезону Прем'єр-ліги 2015/16 замість Мануеля Пеллегріні. Капітан команди — Бернарду Сілва.

## Історія
Клуб засновано 1880 року під назвою «Вест Гордон Сент Маркс» (англ. West Gordon Saint Marks) наглядачами церкви Святого Марка в районі Гортон. 1884 року клуб змінив назву на «Гортон». Того року команда брала участь у Кубку Манчестера, першому дорослому змаганні у своїй історії. Разом з ними змагався і клуб «Ньютон Гіт», нині відомий як «Манчестер Юнайтед». У кінці 1886 року «Гортон» здобув першу перемогу в Кубку Манчестера, розбивши «Вест Гортон Атлетік» з рахунком 5:1. 1887 року клуб переїхав на новий стадіон і змінив назву на «Ардвік». 1891 року команда здобула Кубок Манчестера. 1892 року «Ардвік» став одним із засновників Футбольної ліги Англії. Фінансові проблеми в англійському футболі в 1893-1894 роках призвели до реорганізації клубу і він отримав свою сучасну назву.
Першим успіхом команди вважається вихід до Першого дивізіону Футбольної ліги в 1889 році. Першим трофеєм став Кубок Англії, виграний 1904 року.

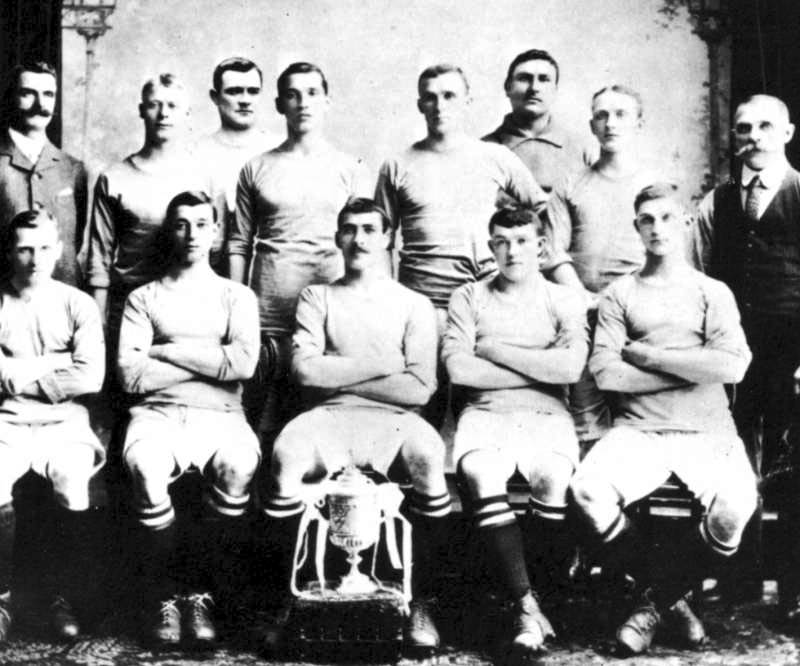
Команда «Манчестер Сіті» 1904 року з Кубком Англії, першим трофеєм в історії клубу.

У 1920 році пожежа знищила головну трибуну стадіону «Гайд Роуд», тому в 1923 році клуб переїхав на новозбудований стадіон «Мейн Роуд» в Мосс Сайді, Манчестер.
У 1934 році «міщани» вдруге стали володарями Кубка Англії, а за три роки завоювали чемпіонський титул. У 1963 команда спустилась у Другий дивізіон. Повернувшись у 1965 році, і вже за  два роки клуб зумів здобути другий чемпіонський титул. Наприкінці 1960-х на початку 1970-х «Манчестер Сіті» під керівництвом тренера Джо Мерсера декілька разів завойовував срібло чемпіонату Англії, а в 1970 році здобув Кубок володарів Кубків. У 1983 та 1987 роках клуб вилітав до Другого дивізіону.
У 1992 році клуб був одним із засновників Прем'єр-ліги, а в 1996 році знову опустився спочатку в Першу лігу, а пізніше й вперше в історії англійського футболу, володар європейського трофея — до Третього дивізіону. Повернення клубу в еліту англійського футболу відбулось у 2003 році, коли клуб зумів здобути право виступу в Кубку УЄФА згідно з правилом Fair Play. Також у кінці сезону 2002/03 клуб переїхав на новий стадіон «Сіті оф Манчестер», орендований досі в місцевої влади.
У сезоні 2011—2012 клуб вперше за  44 роки виграв чемпіонат Англії, обігравши в драматичному матчі останнього туру «Квінз  Парк Рейнджерс» з рахунком 3:2 і забивши вирішальний гол на четвертій доданій хвилині. «Містяни» при цьому обійшли свого головного суперника, «Манчестер Юнайтед», лише за кращою різницею забитих та пропущених м'ячів.
5 листопада 2013 року «городяни» після перемоги над московським ЦСКА вперше у своїй історії подолали груповий етап Ліги чемпіонів, проте вибули з турніру на стадії 1/8 фіналу, поступившись за сумою двох матчів іспанській «Барселоні».
2 березня 2014 року «Манчестер Сіті» після перерви в 38 років завоював Кубок Футбольної ліги, перемігши у фіналі турніру «Сандерленд».
11 травня 2014 року «Манчестер Сіті», здобувши в останньому турі Прем'єр-ліги 2013/14 перемогу над «Вест Гем Юнайтед» 2:0, вчетверте в своїй історії став переможцем чемпіонату Англії.
12 квітня 2016 року «Манчестер Сіті» став десятою англійською командою, якій вдалося пробитися в півфінал Ліги чемпіонів за всю історію цього турніру.
25 лютого 2018 року «Манчестер Сіті» вп'яте завоював Кубок футбольної ліги, здолавши у фіналі «Арсенал».
15 квітня 2018 року «Манчестер Сіті» вп'яте став чемпіоном Англії. Дострокову перемогу клубу забезпечив відрив у шістнадцять очок від «Манчестер Юнайтед» за п'ять турів до кінця чемпіонату.
5 серпня 2018 року «Манчестер Сіті» вп'яте завоював Суперкубок Англії, здолавши «Челсі».
У 2020  році «Манчестер Сіті» вибув з турніру Ліги чемпіонів на стадії 1/4 фіналу, поступившись французькому «Ліону», а також  виграв третій поспіль Кубок Ліги, у фіналі перемігши  «Астон Віллу» 2:1. У лютому того ж року клуб був дискваліфікований на два роки від участі у єврокубках рішенням УЄФА (CFCB) з виплатою 30 млн євро штрафу, проте апеляційний суд CAS скасував вирок з призначенням 10 млн євро виплат.
У 2021 році «Манчестер Сіті» здобув третій титул Прем'єр-ліги за чотири сезони, а також здобув четвертий поспіль тріумф у Кубку Ліги.
У 2023 році «Манчестер Сіті» здобув кубок Ліги чемпіонів, перегравши у фіналі «Інтер».
У грудні 2023 року команда Гвардіоли виграла і Клубний чемпіонат світу. У фіналі вони здолали «Флуміненсе».

## Футбольна форма

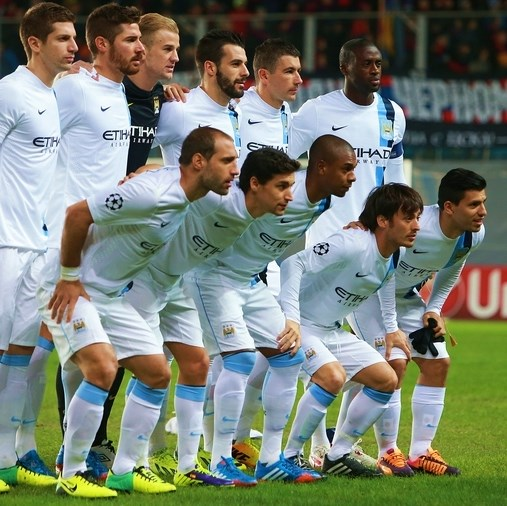
Форма «Манчестер Сіті» у 2013/14

Емблема клубу була створена на основі герба міста Манчестера. Щоб демонструвати гордість представляти Манчестер на футбольному полі, у фіналах великих турнірів командою використовуються спеціальні комплекти форми, на якій замість емблеми вишито герб міста. Традиційними кольорами клубу «Манчестер Сіті» є білий і небесно-блакитний.

### Тренери

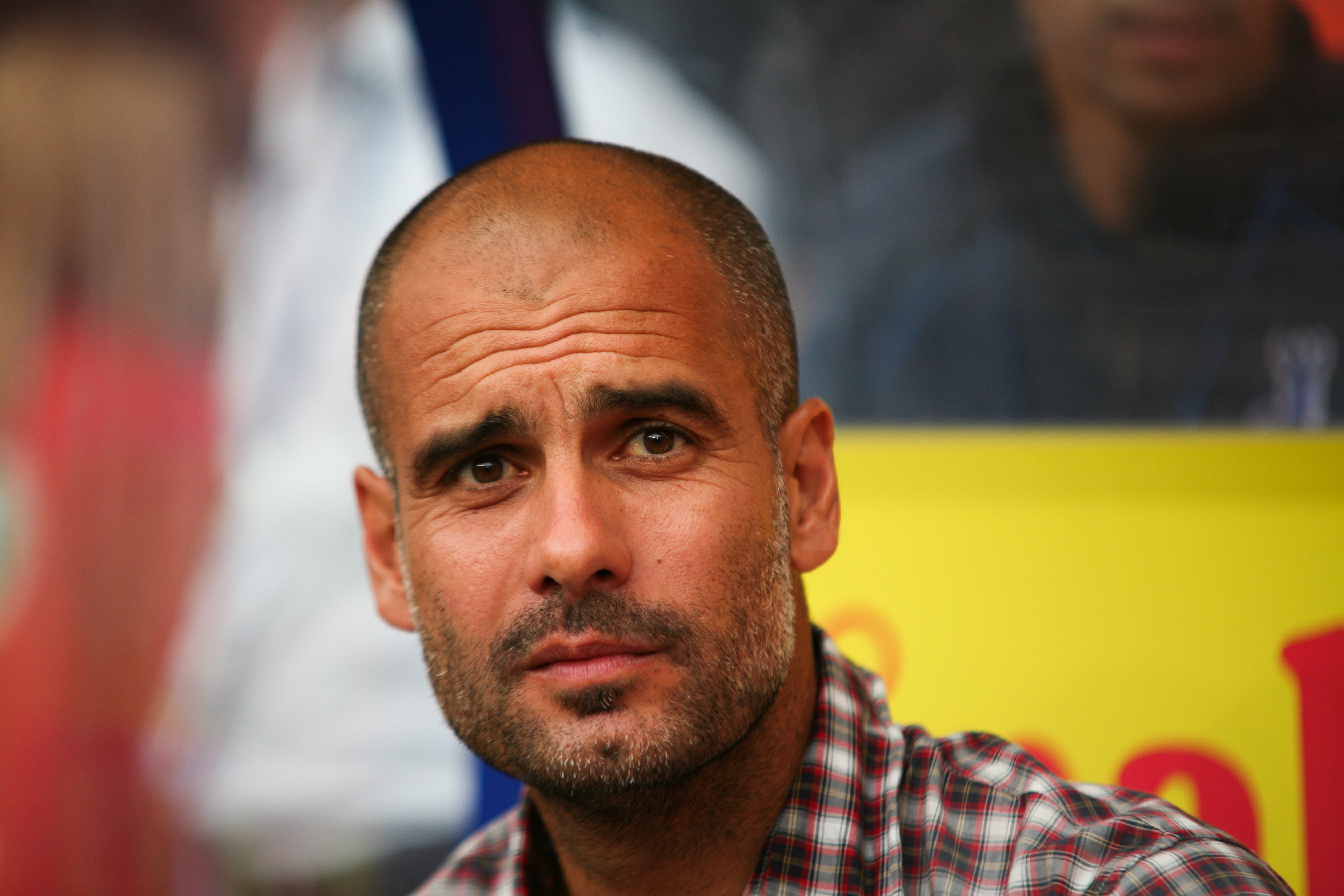
Головний тренер Хосеп Гвардіола

## Поточний склад
Станом на 17 квітня 2025
| №  | Поз. | Нац.       | Гравець                  |
| -- | ---- | ---------- | ------------------------ |
| 3  | ЗХ   | Португалія | Рубен Діаш               |
| 5  | ЗХ   | Англія     | Джон Стоунз              |
| 6  | ЗХ   | Нідерланди | Натан Аке                |
| 7  | НП   | Єгипет     | Омар Мармуш              |
| 8  | ПЗ   | Хорватія   | Матео Ковачич            |
| 9  | НП   | Норвегія   | Ерлінг Голанн            |
| 10 | ПЗ   | Англія     | Джек Гріліш              |
| 11 | ПЗ   | Бельгія    | Жеремі Доку              |
| 14 | ПЗ   | Іспанія    | Ніко Гонсалес            |
| 16 | ПЗ   | Іспанія    | Родрі                    |
| 17 | ПЗ   | Бельгія    | Кевін Де Брейне          |
| 18 | ВР   | Німеччина  | Штефан Ортега            |
| 19 | ПЗ   | Німеччина  | Ілкай Гюндоган           |
| 20 | ПЗ   | Португалія | Бернарду Сілва (капітан) |

| №  | Поз. | Нац.       | Гравець           |
| -- | ---- | ---------- | ----------------- |
| 22 | ЗХ   | Бразилія   | Вітор Рейс        |
| 24 | ЗХ   | Хорватія   | Йошко Гвардіол    |
| 25 | ЗХ   | Швейцарія  | Мануель Аканджі   |
| 26 | ПЗ   | Бразилія   | Савіо             |
| 27 | ПЗ   | Португалія | Матеуш Нунеш      |
| 30 | ПЗ   | Аргентина  | Клаудіо Ечеверрі  |
| 31 | ВР   | Бразилія   | Едерсон           |
| 45 | ЗХ   | Узбекистан | Абдукодір Хусанов |
| 47 | ПЗ   | Англія     | Філ Фоден         |
| 52 | ПЗ   | Норвегія   | Оскар Бобб        |
| 75 | ПЗ   | Англія     | Ніко О'Райлі      |
| 82 | ЗХ   | Англія     | Ріко Льюїс        |
| 87 | ПЗ   | Англія     | Джеймс Макаті     |

## Персонал

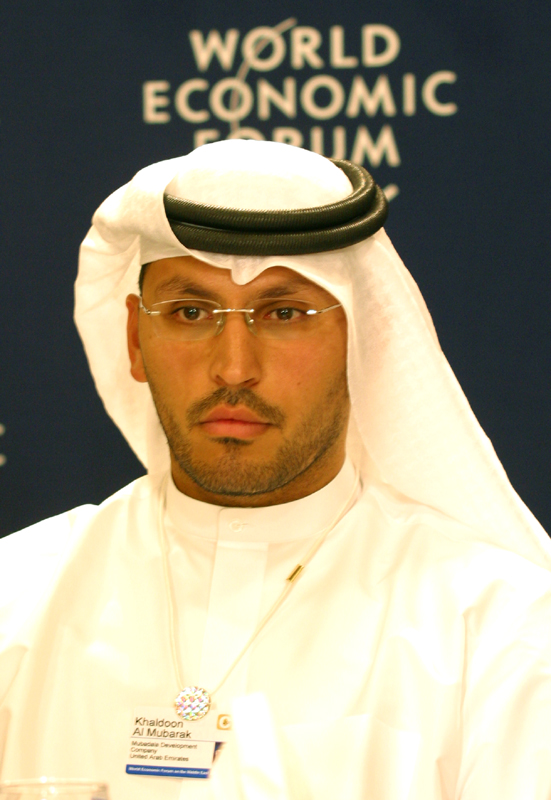
Президент клубу Халдун аль-Мубарак

### Керівництво[14]
| Посада             | Ім'я                |
| ------------------ | ------------------- |
| Голова правління   | Халдун аль-Мубарак  |
| Член правління     | Мартін Едельман     |
| Член правління     | Саймон Пірс         |
| Член правління     | Мохаммед Аль Мазруї |
| Член правління     | Джон Макбіт         |
| Член правління     | Альберто Галассі    |
| Член правління     | Абдулла Хоурі       |
| Почесний президент | Ерік Алеґзандер     |
| Почесний президент | Говард Бернштайн    |
| Почесний президент | Тоні Бук            |
| Почесний президент | Раймонд Донн        |
| Почесний президент | Ян Нівен            |
| Почесний президент | Тюдор Томас         |

### Тренери[15]
| Посада                     | Ім'я                 |
| -------------------------- | -------------------- |
| Головний тренер            | Пеп Гвардіола        |
| Асистент головного тренера | Родольфо Боррелль    |
| Асистент головного тренера | Хуан Мануель Лільйо  |
| Асистент головного тренера | Карлос Вісенс        |
| Тренер воротарів           | Хаб'єр Мансісідор    |
| Тренер воротарів           | Річард Райт          |
| Тренер з фізпідготовки     | Лоренцо Буенавентура |
| Відео аналітик             | Карлес Планчарт      |

## Титуловані тренери
Нижче зазначені тренери, що вигравали трофеї з клубом.
| Ім'я               | Період роботи | Показники | Показники | Показники | Показники | Показники | Виграні турніри |
| Ім'я               | Період роботи | М         | В         | Н         | П         | % перемог | Виграні турніри |
| ------------------ | ------------- | --------- | --------- | --------- | --------- | --------- | --- |
| Том Мейлі          | 1902-1906     | 150       | 89        | 22        | 39        | 59,33     | 1 Кубок Англії |
| Вілф Вайлд         | 1932-1946     | 352       | 158       | 71        | 123       | 44,89     | 1 Кубок Англії, 1 чемпіонський титул Першого дивізіону, 1 Суперкубок Англії                                                                                      |
| Лес Макдауелл      | 1950-1963     | 592       | 220       | 127       | 245       | 37,16     | 1 Кубок Англії |
| Джо Мерсер         | 1965-1971     | 340       | 149       | 94        | 97        | 43,82     | 1 чемпіонський титул Другого дивізіону, 1 чемпіонський титул Першого дивізіону, 1 Суперкубок Англії, 1 Кубок Англії, 1 Кубок володарів кубків УЄФА, 1 Кубок Ліги |
| Тоні Бук           | 1973-1980     | 269       | 114       | 75        | 80        | 42,38     | 1 Кубок Ліги |
| Роберто Манчіні    | 2009-2013     | 191       | 113       | 38        | 40        | 59,16     | 1 Кубок Англії, 1 чемпіонський титул Прем'єр-ліги, 1 Суперкубок Англії                                                                                           |
| Мануель Пеллегріні | 2013-2016     | 107       | 69        | 15        | 23        | 64,49     | 2 Кубки Ліги, 1 чемпіонський титул Прем'єр-ліги |
| Пеп Гвардіола      | 2016-         | 299       | 222       | 31        | 46        | 74,25     | 4 Кубки Ліги, 6 чемпіонських титули Прем'єр-ліги, 2 Кубок Англії, 2 Суперкубки Англії 1 Ліга Чемпіонів УЄФА, 1 Суперкубок УЄФА                                   |

## Досягнення

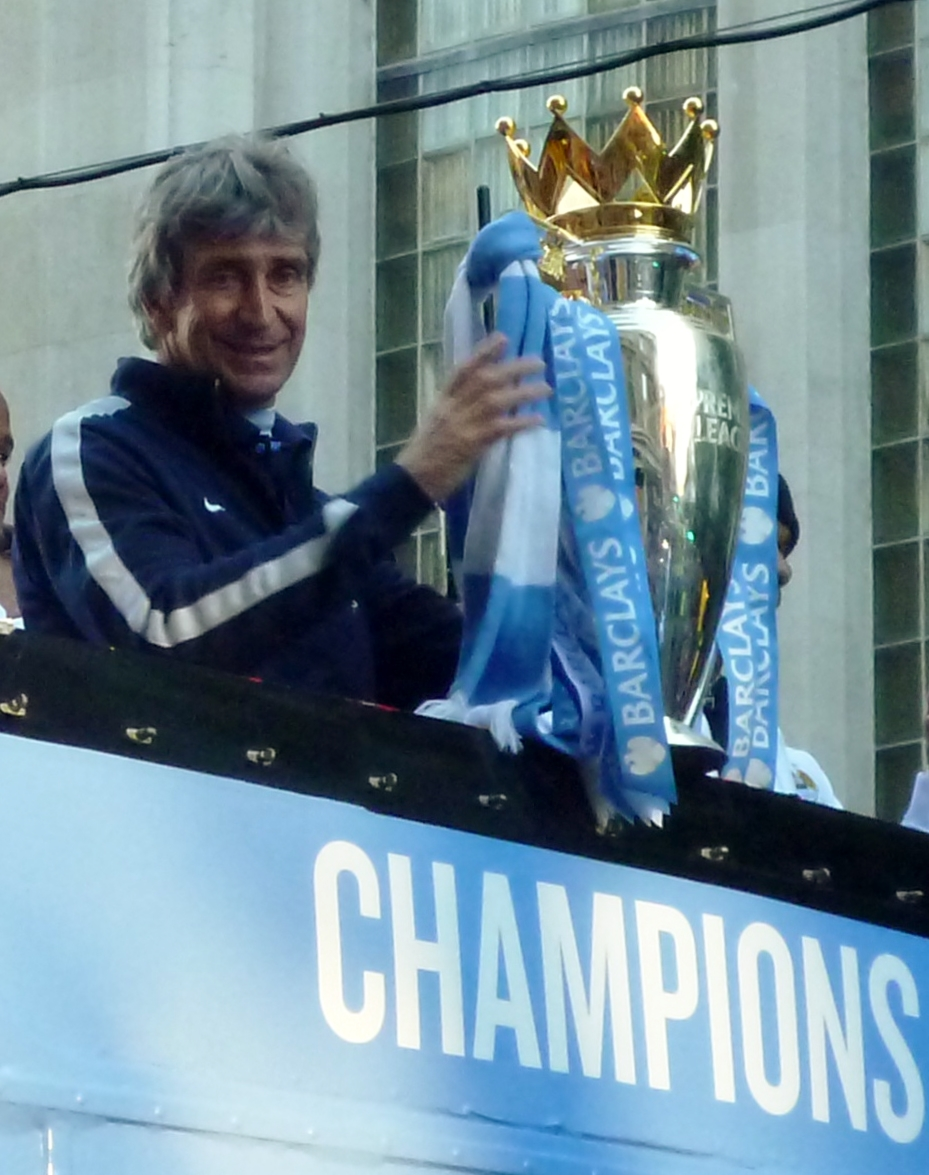
Мануель Пеллегріні з трофеєм Прем'єр-ліги після переможного сезону 2013/14

### Національні
- Перший дивізіон / Прем'єр-ліга[16]
  - Чемпіон (10): 1936/37, 1967/68, 2011/12, 2013/14, 2017/18, 2018/19, 2020/21, 2021/22, 2022/23, 2023/24
  - Віцечемпіон (6): 1903/04, 1920/21, 1976/77, 2012/13, 2014/15, 2019/20
- Кубок Англії
  - Володар (7): 1903/04, 1933/34, 1955/56, 1968/69, 2010/11, 2018/19, 2022/23
  - Фіналіст (7): 1925/26, 1932/33, 1954/55, 1980/81, 2012/13, 2023/24, 2024/25
- Кубок Футбольної ліги
  - Володар (8): 1969/70, 1975/76, 2013/14, 2015/16, 2017/18, 2018/19, 2019/20, 2022/21
  - Фіналіст (1): 1973/74
- Суперкубок Англії
  - Володар (7): 1937, 1968, 1972, 2012, 2018, 2019, 2024
  - Фіналіст (9): 1934, 1956, 1969, 1973, 2011, 2014, 2021, 2022, 2023

- Кубок повноправних членів
  - Фіналіст (1): 1986

### Міжнародні
- Ліга чемпіонів
  - Володар (1): 2022-23
  - Фіналіст (1): 2020-21
- Кубок володарів кубків УЄФА
  - Володар (1): 1970
- Суперкубок УЄФА
  - Володар (1): 2023
- Клубний чемпіонат світу
  - Переможець (1): 2023

## Рекорди

### Командні
- Найбільша перемога в національному чемпіонаті: 10:0 — проти «Дарва» (18 лютого 1899)
- Найбільша перемога в Кубку Англії: 12:0 — проти «Ліверпуль Стенлі» (4 жовтня 1890 року)
- Найбільша поразка в національному чемпіонаті: 0:8 — проти «Бертон Вондерерс» (26 грудня 1894 року), 0:8 — проти «Вулвергемптон Вондерерз» (23 грудня 1933 року), 1:9 — проти «Евертона» (3 вересня 1906 року), 2:10 — проти «Смолл Гіт» (17 березня 1893)
- Найбільша поразка в Кубку Англії: 0:6 — проти «Престон Норт-Енд» (30 січня 1897 року), 2:8 — проти «Бредфорд Парк-Авеню» (30 січня 1946)
- Найбільша кількість глядачів на домашньому матчі: 84569 проти «Сток Сіті» (3 березня 1934)
- Єдина команда Прем'єр-ліги, яка перемогла у чемпіонаті чотири рази поспіль (2020/21, 2021/22, 2022/23, 2023/24)

### Індивідуальні
- Найбільша кількість ігор в національному чемпіонаті: 564, Алан Оукс (1958—1976)
- Найбільша кількість ігор у всіх турнірах: 680, Алан Оукс (1958—1976)
- Найбільша кількість голів у всіх турнірах: 260, Серхіо Агуеро (2011–2021)
- Найбільша кількість голів за сезон: 52, Ерлінг Холанд (2022/23)
- Найдорожче придбання: £ 100 млн, Джек Гріліш з «Астон Вілли» (серпень 2021 року)[17]
- Найдорожчий продаж: £ 40900000, Лерой Сане в «Баварію» (липень 2020 року)[18]

## Цікаві факти

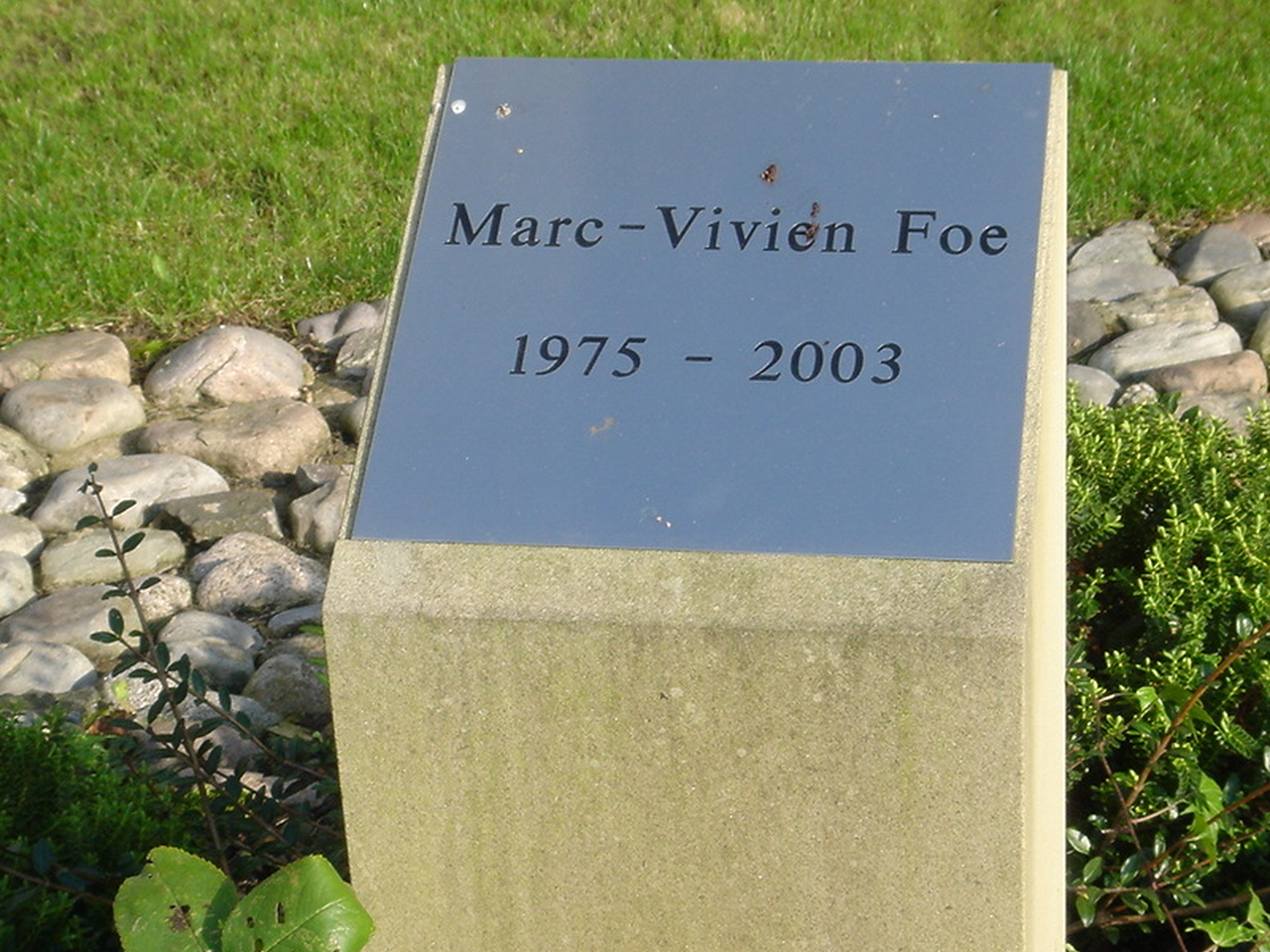
Дошка пам'яті Марк-Вів'єн Фое поряд зі стадіоном «Манчестер Сіті»

- У «Манчестер Сіті» вилучений з обігу номер 23, під яким грав Марк-Вів'єн Фое — камерунський футболіст «містян», який помер від серцевого нападу під час півфіналу Кубку конфедерацій у 2003 році[19].
- Давніми активними фанатами «Манчестер Сіті» є вокаліст і гітарист знаменитого манчестерського рок-гурту «Oasis» Ліам і Ноел Галлахери. У квітні 1996 року рок-гурт дав два концерти на домашньому стадіоні своєї улюбленої футбольної команди — «Мейн-Роуд». Згодом концерт вийшов на DVD «There and Then». У 2007 році Oasis випустили свій останній DVD «Lord Don't Slow Me Down», що містить виступ гурту на стадіоні «Сіті оф Манчестер»[20].
- Серед сучасних шанувальників «Манчестер Сіті» є чимала кількість знаменитостей. У тому числі гравець у снукер Найджел Бонд, гітарист і автор пісень рок-гурту «The Cult» Біллі Даффі, регбіст Вілл Грінвуд, боксер Ріккі Гаттон, колишній крикетист, а нині коментатор Боб Віліс, скандальний менеджер і письменник Нік Лісон, клавішник і композитор рок-гурту «Yes» Рік Вейкман, комік Едді Ладж,[21] актор театру і кіно Тімоті Далтон,[22] шотландська модель і телеведуча Наталі Пайк[23].

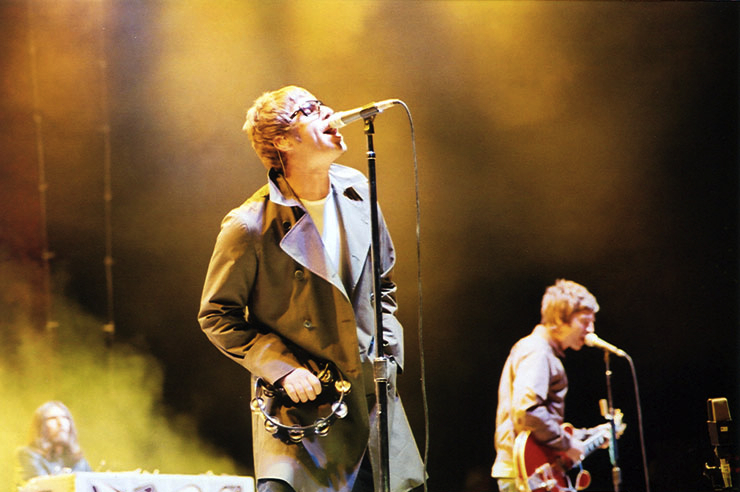
Брати Галлахери з «Oasis» — одні з найвідоміших шанувальників «Манчестер Сіті»

- 26 квітня 2011 захисник «Манчестер Сіті» Коло Туре був дискваліфікований на 6 місяців за вживання допінгу. Таке м'яке покарання він отримав завдяки розповіді про те, що помилково приймав пігулки своєї дружини для схуднення. Дисциплінарний комітет FA повірив футболістові, і дискваліфікація протривала з 2 березня по 2 вересня 2011 року[24].
- Відповідно до щорічного звіту Deloitte Football Finance, «Манчестер Сіті» витратив на зарплати своїм гравцям, тренерам та іншим штатним співробітникам у сезоні 2010/11 114% від свого виторгу (£ 174 млн), що є другим результатом в АПЛ після «Челсі», який витратив за цей же період £ 191 млн. На третьому місці — «Манчестер Юнайтед» з показником в £ 153 млн.
- Виконавчий директор «Манчестер Сіті» Гаррі Кук 10 вересня 2011 покинув свій пост. Цікаво, що причиною такого рішення стало його листування з адміністратором команди Браяном Марвудом, в якій він висміював хворобу матері захисника «містян» Недума Онуохи[25].
- 3 січня 2012 року «Манчестер Сіті» вручив китайському гравцеві Сунь Цзіхаю спеціальну футболку з номером, що зображує кількість зустрічей, яке гравець провів за команду — 130[26].
- Керівники «Манчестер Сіті» попросили поліцію допомогти повернути переможний м'яч, який аргентинський форвард Серхіо Агуеро забив у ворота «Квінз Парк Рейнджерс» у матчі кінцевого туру чемпіонату Англії 2011/12. Клуб вирішив подати офіційну заяву про крадіжку м'яча 17-річним підлітком, якого зафіксувала камера «Етіхад». Вболівальника затримали після гри, але незабаром він був відпущений на свободу. Місцеперебування переможного м'яча, що зник після того, як уболівальники, святкуючи перемогу «Сіті» в англійській Прем'єр-лізі, вибігли на поле, так і не було встановлено[27].
- За підсумками сезону 2011/12 дохід «Манчестер Сіті» від продажу прав на телетрансляції склав рекордні в історії Прем'єр-ліги £ 60,6 млн.
- 20 лютого 2013 в Інтернеті було опубліковано 32-секундне відео, на якому кілька футболістів «Манчестер Сіті» танцюють під популярну пісню «Harlem Shake». Дія ролика відбувається в тренажерному залі, де розминаються гравці «Сіті» Джолеон Лескотт, Джо Гарт і Джеймс Мілнер. Несподівано з'являється людина в костюмі талісмана команди, і обставини різко змінюється. Все приходить в рух під музику, і тільки Александар Коларов незворушно стоїть в центрі залу, схрестивши руки на грудях[28].